# Jesse Helms
Jesse Helms (Monroe, 1921. október 18. – Raleigh, 2008. július 4.) az Amerikai Egyesült Államok szenátora (Észak-Karolina, 1973–2003).